# Kurusrivier
Kurusrivier (Zweeds – Fins: Kurusjoki) is een rivier annex beek, die stroomt in de Zweedse  gemeente Kiruna. De rivier verzorgt de afwatering van de moerassige omgeving van het Kurusmeer. De rivier stroomt naar het zuidoosten en doet onder meer het Luongasmeer aan. Na 16450 meter mondt zij uit in de Luongasrivier.
Afwatering: Kurusrivier  →  Luongasrivier → Muonio → Torne → Botnische Golf